# Terao Magonojō
Terao Magonojoō (寺尾 孫之允, 1611 - 8 novembre 1672) était un célèbre épéiste de la période Edo (XVIIe siècle) du Japon. 

## Biographie

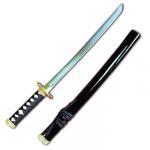
Kodachi

Terao Magonojō était le frère aîné de Terao Motomenosuke dit successeur de l’École de Musashi. Or, Magonojo était considéré comme l’étudiant préféré de Miyamoto Musashi à qui Musashi a confié son Gorin no sho (Livre des Cinq Anneaux) avant sa mort.
Tout au long des premières années, en travaillant aux côtés de Musashi, Magonojo s’entraînait avec le kodachi, un type d’épée courte. Une fois, alors qu’ils pratiquaient ensemble, Musashi attaquait Magonojo avec une grande épée en bois que ce derniers parait avec son épée courte ou kodachi contre-attaquant ensuite. Après plusieurs répétitions de cette action, l’épée de Terao fut brisée alors que la trajectoire du bokken de Musashi venant d’en haut était au milieu de sa course. Cependant le sabre de Musashi s’arrêta juste avant de frapper le front de Terao. Magonojo ne reçut aucune blessure, démontrant ainsi l’habileté et la maîtrise de Musashi avec le bokken. 
Après la mort du maître, Magonojo a assumé le rôle de successeur, qui a ensuite été transmis à son jeune frère. Magonojo a brûlé l’original du Gorin no sho sur les ordres de Musashi, la version originale complète ne peut pas être retrouvée.